# Norzagaray
Norzagaray (Bayan ng Norzagaray) är en kommun i Filippinerna. Kommunen ligger på ön Luzon, och tillhör provinsen Bulacan. Folkmängden uppgår till 76 978 invånare.
Norzagaray är indelat i 13 barangayer.

## Bildgalleri

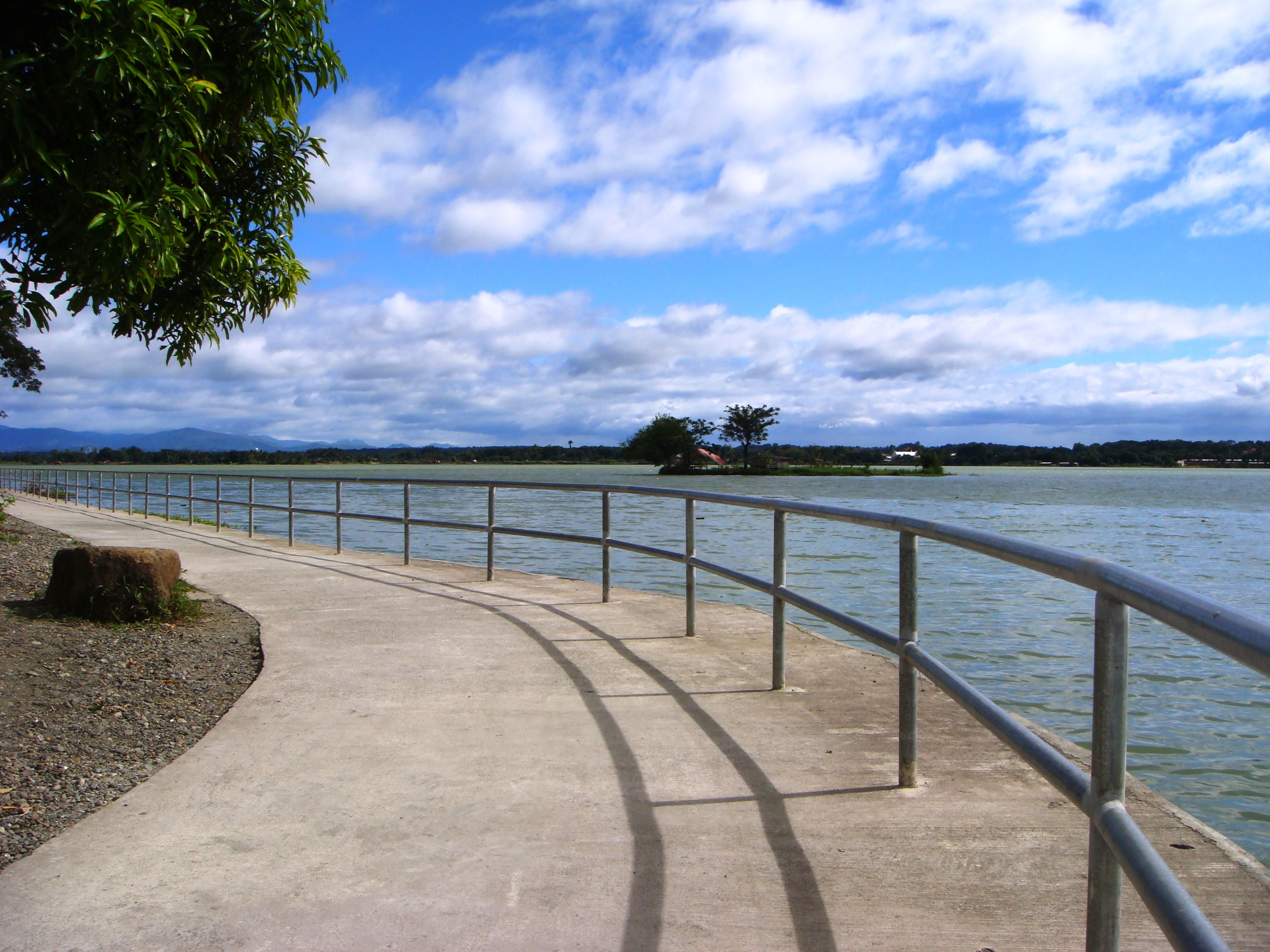
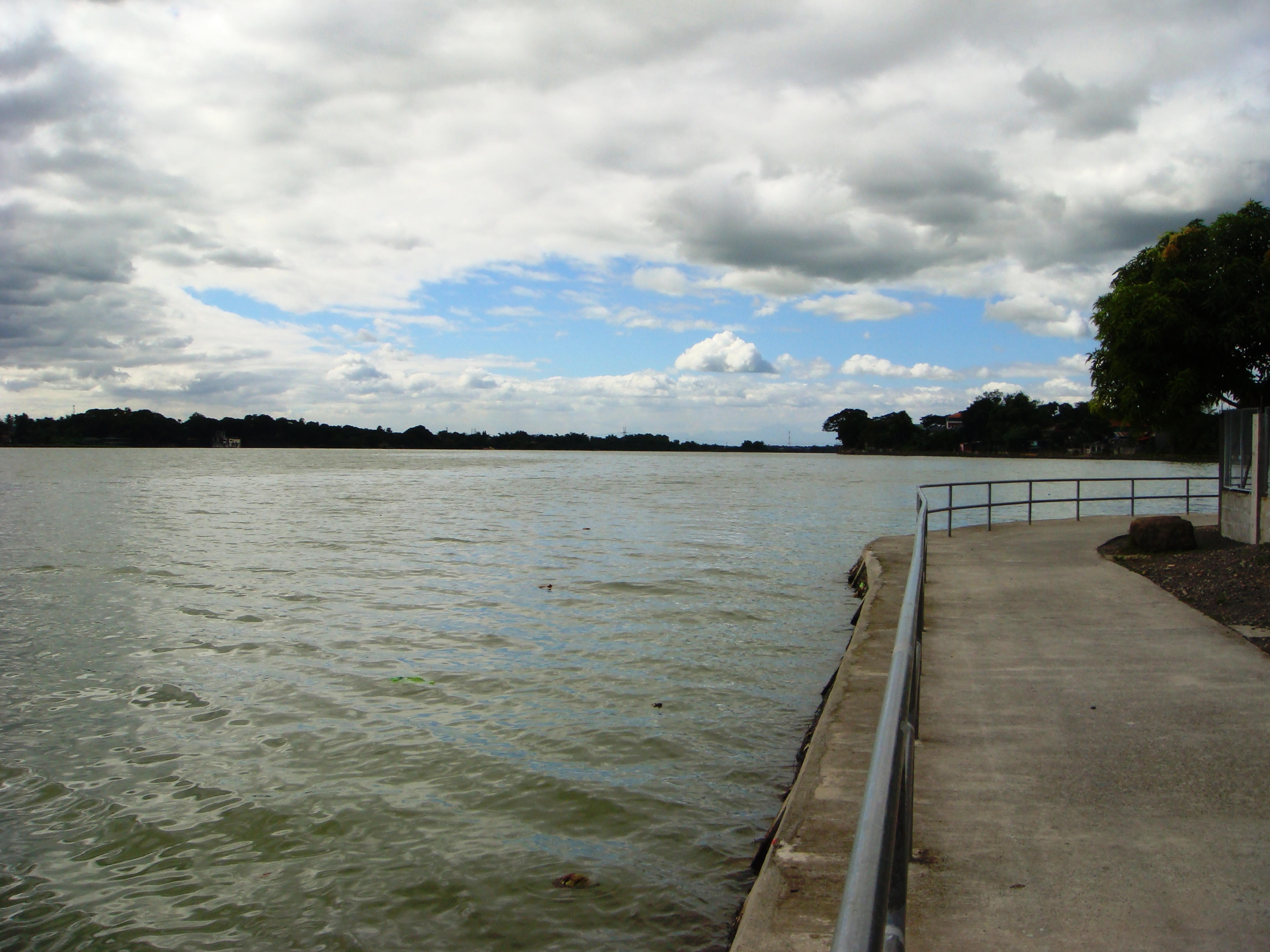
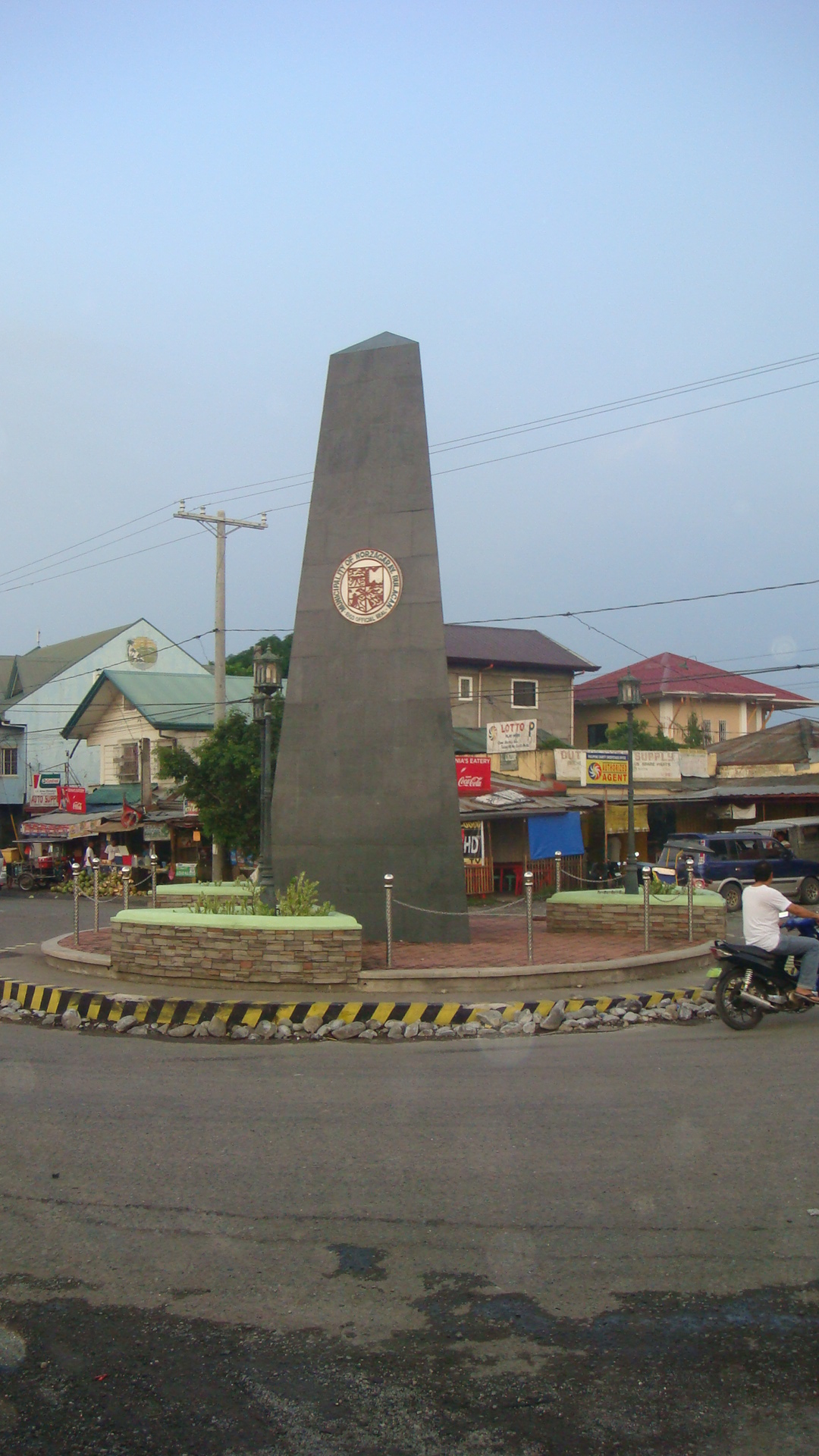